# 石川県道109号阿手尾小屋線
石川県道109号阿手尾小屋線（いしかわけんどう109ごう あておごやせん）は石川県白山市と同県小松市を結ぶ一般県道（石川県道）である。

## 概要
- 起点：石川県白山市阿手町カ69番地先（＝石川県道44号小松鳥越鶴来線交点）
- 終点：石川県小松市尾小屋町ハ147番地先（＝国道416号交点）

白山市阿手町から鳥越大日スポーツランド前を通り、阿手トンネルを抜け小松市波佐羅町に入り同市尾小屋町へ至る。

## 歴史
- 1973年（昭和48年）3月31日：路線認定。

## 接続道路
- 石川県道44号小松鳥越鶴来線（白山市阿手町）
- 国道416号（小松市尾小屋町）

## 冬期閉鎖区間
- 白山市阿手町 - 小松市波佐羅町 5.4km
  - 概ね12月上旬から翌年4月まで閉鎖される。白山市阿手町の鳥越大日スポーツランドとの分岐点から小松市波佐羅町の尾小屋鉱山の処理施設のある地点までが実質的な冬期閉鎖区間となる。常設のゲートはなく、閉鎖期間中に通行止めの道路標識がついたトラ板つきのバリケードと、管理者である石川土木事務所および南加賀土木事務所設置の看板が各々の末端部に設置される。

## 通過する自治体
- 石川県
  - 白山市 - 小松市

## 周辺施設
- 鳥越大日スポーツランド
- 尾小屋鉱山跡